# Indore (Division)
Die Division Indore (Hindi इन्दौर संभाग) ist eine Division im indischen Bundesstaat Madhya Pradesh. Die Hauptstadt ist Indore.

## Geschichte
Die Division Indore wurde 1956 nach dem States Reorganisation Act gebildet. Sie umfasste große Teile des aufgelösten und an Madhya Pradesh angegliederten Bundesstaats Madhya Bharat.

## Distrikte
Die Division besteht aus acht Distrikten:
| Distrikt (weiterer Name) | Hauptstadt | Fläche in km² | Einwohner (Stand: 2011) | Bev.-Dichte in E/km² |
| ------------------------ | ---------- | ------------- | ----------------------- | -------------------- |
| Alirajpur                | Alirajpur  | 3.182         | 728.999                 | 224                  |
| Barwani                  | Barwani    | 5.427         | 1.385.881               | 255                  |
| Burhanpur                | Burhanpur  | 3.427         | 757.847                 | 221                  |
| Dhar                     | Dhar       | 8.153         | 2.185.793               | 268                  |
| Indore                   | Indore     | 3.898         | 3.276.697               | 841                  |
| Jhabua                   | Jhabua     | 3.600         | 1.025.048               | 285                  |
| Khandwa (East Nimar)     | Khandwa    | 7.352         | 1.310.061               | 178                  |
| Khargone (West Nimar)    | Khargone   | 8.025         | 1.873.046               | 233                  |